# Устойчивое сельское хозяйство
Усто́йчивое се́льское хозя́йство — способ ведения сельского хозяйства, при котором максимально используется ресурсный потенциал земель, но обеспечивается экологическая безопасность и постоянное возобновление плодородия экосистемы.
Сельское хозяйство оказывает огромное воздействие на окружающую среду, оно является одним из основных факторов, вызывающих глобальное изменение климата. Продовольственные системы производят треть глобальных выбросов парниковых газов, а также прямо провоцируют дефицит водных ресурсов и загрязнение пресных вод, деградацию почв, обезлесение, и т. д. Сельское хозяйство не только является их причиной, но и само испытывает их влияние.
Устойчивое ведение сельского хозяйства подразумевает экологически безопасные методы его ведения, позволяющие выращивать сельскохозяйственные культуры или разводить скот без ущерба для человека и природных систем. Оно предполагает предотвращение негативного воздействия на почвы и воды, не несёт угрозу биоразнообразию, а также не вредит самим работникам и жителям окрестных земель. К устойчивым методам сельского хозяйства относятся пермакультура, смешанное фермерство, севооборот, агролесоводство, мультикультивирование, и другие.
Создание устойчивых продовольственных систем важно для преодоления многочисленных кризисов, с которыми сталкивается человечество. Оно считается одним из лучших способов смягчения последствий глобального изменения климата и может стать решением назревающего глобального дефицита продовольствия.
Устойчивое сельское хозяйство основано на понимании концепции экосистемных услуг: что такие процессы, как например круговорот питательных веществ, первичное производство, почвообразование, обеспечение среды обитания и опыление, являются услугами, которые природа оказывает человеку.

## Определение
Сама идея устойчивого земледелия существовала на протяжении многих веков. Возникновение современного понятия «устойчивое сельское хозяйство» приписывают австралийскому учёному-агроному Гордону МакКлимонту. В 1977 году Министерство сельского хозяйства США утвердило определение устойчивого сельского хозяйства как комплексной системы производства продукции растениеводства и животноводства, применяемой в условиях конкретной местности и в долгосрочной перспективе соответствующей следующим требованиям:
- удовлетворять потребности человека в пищевых продуктах и клетчатке;
- улучшать состояние окружающей среды и базы природных ресурсов, на которую оно опирается;
- максимально эффективно использовать невозобновляемые ресурсы и ресурсы, производимые на фермах, и по необходимости интегрировать естественные биологические циклы и средства контроля;
- поддерживать экономическую жизнеспособность фермерских хозяйств;
- повышать качество жизни работников и общества в целом[3].

В литературе «устойчивое сельское хозяйство» впервые встречается в книге «Новые корни для сельского хозяйства» Уэса Джексона (1980 год). Термин стал популярным в конце 1980-х годов.

## Цели
Консенсусное мнение в научной среде считает устойчивое земледелие наиболее реальным способом прокормить растущее население планеты. Чтобы успешно кормить всё человечество, методы ведения сельского хозяйства должны учитывать экологические издержки как для окружающей среды, так и для сообществ, которые они питают. Растущая популярность устойчивого сельского хозяйства связана со мнением, что с точки зрения возможности прокормить человечество «несущая способность планеты» (или «планетарные границы») уже достигнута или даже превышена.

## Основные принципы
Есть несколько ключевых принципов устойчивого сельского хозяйства:
- Включение биологических и экологических процессов в сельскохозяйственное и пищевое производство (например, круговорот питательных веществ, регенерацию почв[англ.], азотофиксацию).
- Минимизацию использования невозобновляемых и неустойчивых ресурсов, особенно тех, которые наносят вред окружающей среде.
- Приоритет собственной инициативы фермеров относительно выбора продуктивных методик работы на земле, их самостоятельность и самодостаточность.
- Кооперация и сотрудничество при решении таких задач и проблем, как борьба с вредителями и ирригация.

Устойчивое сельское хозяйство учитывает и долгосрочные, и краткосрочные экономические последствия, само определение «устойчивый» означает бесконечную регенерацию. Подразумевается достижение баланса между сохранением ресурсной базы и удовлетворением потребностей фермеров и работников.
Устойчивое сельское хозяйство является частью экологии примирения — поддержания и восстановления естественного природного разнообразия в экосистемах, подвергшихся антропогенному изменению.

## Экологические факторы

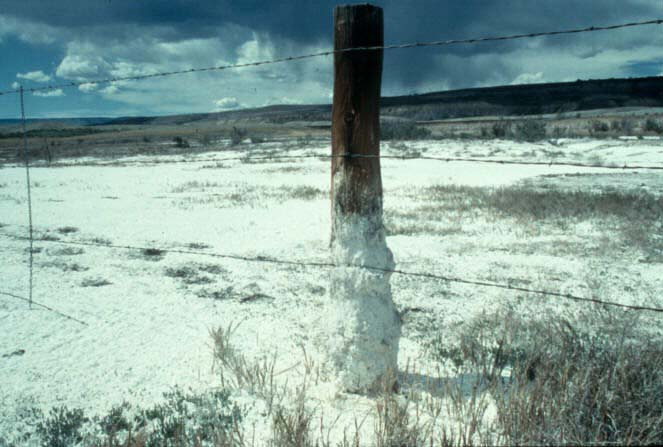
Засоленная почва

Избыточная механическая обработка почвы и ирригация без адекватного дренажа приводят к деградации земель и их засолению.
Плодородность сельскохозяйственных угодий определяют местные климатические условия, качество и нутриентный состав почвы, а также водные ресурсы. Из них человек может наиболее эффективно влиять на состояние вод и почвы. Когда фермеры выращивают и собирают урожай, они забирают часть питательных веществ из почвы. Без восполнения запасов нутриентов она истощается и становится непригодной для использования, либо резко снижается её урожайность. Устойчивое сельское хозяйство подразумевает восполнение запасов питательных веществ в почве при минимальном использовании невозобновляемых ресурсов, таких как природный газ или минеральные руды.
Сельское хозяйство, которое может вестись «вечно», но при этом негативно влияет на качество окружающей среды, не является устойчивым. Например, внесение удобрений в почву позволяет повысить урожайность, но приводит к загрязнению водоёмов, грунтовых и прибрежных вод, вызывая эвтрофикацию.

### Нутриенты

#### Нитраты
Нитраты широко используются в сельском хозяйстве в качестве удобрений. Вымывание нитратов в окружающую среду является одной из главных экологических издержек, связанных с сельским хозяйством. Возможные решения этой проблемы:
- переработка отходов жизнедеятельности человека, скота, отходов растениеводства[15];
- выращивание бобовых культур и кормов, таких как арахис или люцерна, образующих симбиоз с азотфиксирующими клубеньковыми бактериями;
- замещение промышленное производство азота по методу Габера, при котором используется водород из природного газа. Вместо этого получать водород путём электролиза воды с использованием возобновляемой электроэнергии;
- генетическая инженерия небобовых культур для формирования азотфиксирующих симбиозов или фиксации азота без микробов-симбионтов[16].

Прочие варианты: переложное земледелие, возврат к естественным циклам возделываемой земли (как, например, с разливом Нила), использование биоугля, разведение аборигенных пород, которые более адаптированы к местным негативным факторам. Выращивание культур, требующих высокого содержания питательных веществ в почве, можно сделать более устойчивым, применяя адекватные методы внесения удобрений.
Устойчивые возможности замены таких нутриентов, как фосфор и калий, более ограничены.

#### Фосфаты
Фосфаты являются одним из главных компонентов в удобрениях и вторым по значимости нутриентом для растений. Они важны для устойчивого сельского хозяйства, так способны повышать плодородие почв и урожайность сельскохозяйственных культур. Фосфор участвует во всех основных метаболических процессах у растений, включая фотосинтез, перенос энергии, передачу сигналов, макромолекулярный биосинтез и дыхание. Он необходим для разветвления и усиления корней, формирования семян и может повышать устойчивость растения к болезням.
Фосфор содержится в почве как в неорганической, так и в органической форме, и составляет около 0,05 % биомассы почвы. Фосфорные удобрения являются основным источником неорганического фосфора в сельскохозяйственных почвах, и примерно 70 %-80 % фосфора в обрабатываемых почвах приходится на неорганический фосфор.
Фосфорные удобрения изготавливаются из фосфоритов, которые являются невосполнимым ресурсом и истощаются из-за сельскохозяйственного использования. По расчётам учёных, пик фосфора наступит уже через несколько столетий, а возможно и раньше.

#### Калий
Калий — макроэлемент, очень важный для развития растений и широко востребованный в удобрениях. Этот нутриент необходим для сельского хозяйства, так как улучшает водоудерживающие свойства, урожайность, устойчивость культур к заболеваниям, а также питательную ценность, вкус, цвет, текстуру выращиваемых растений. Он часто используется при выращивании зерновых, фруктов, овощей, риса, пшеницы, проса, сахара, кукурузы, соевых бобов, пальмового масла и кофе.
Хлорид калия используется в сельском хозяйстве наиболее широко, его доля почти достигает 90 %.
Использование хлорида калия в агропромышленности приводит к высокой концентрации хлоридов в почве, что провоцирует их засаливание, приводит к дисбалансу нутриентов и губит почвенные организмы. В результате нарушается развитие растений и почвенных организмов, что ставит под угрозу и биоразнообразие, и продуктивность сельского хозяйства. Экологичной альтернативой являются бесхлоридные удобрения, которые должны подбираться исходя из потребностей растений на конкретном участке и способствовать оздоровлению почв.

#### Почвы

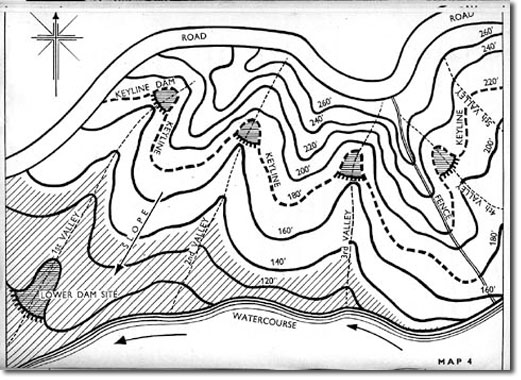
Keyline дизайн ландшафта

Деградация почв является острой глобальной проблемой. Межправительственная группа экспертов по изменению климата в 2020 году обнародовала следующие данные: почти четверть свободной ото льда земной суши (иные источники говорят даже о 50 %) деградирует под влиянием антропогенного воздействия. Темпы эрозии почв на сельскохозяйственных полях с минимальной и традиционной типами возделывания превышают скорость почвообразования в 10 и 100 раз, соответственно. Ежегодно более миллиарда тонн почвы на юге Африки утрачивается в результате эрозии, что в перспективе тридцати-пятидесяти лет приведёт к снижению урожайности в два раза. При неправильном управлении почвенными ресурсами невозможно вырастить достаточное количество продовольствия. Интенсивное сельское хозяйство снижает уровень углерода в почве, ухудшая ее структуру, урожайность и нарушая функционирование экосистемы в целом, и таким образом стимулируя глобальный экологический кризис. Однако уже разработаны сельскохозяйственные техники, которые позволяют секвестрировать CO₂ и хранить его в почве, одновременно и решая проблему глобального изменения климата, и повышая плодородность и урожайность почвы.
Устойчивое управление почвенными ресурсами предполагает следующие шаги: нулевую обработку (no-till) почвы, создание лесополос и применение ландшафтных барьерных техник (Keyline design) для снижения эрозии, компостирование, борьбу с засаливанием и утечками воды.

#### Земли
Постоянно увеличивающееся население планеты делает особенно ценным землю как ресурс. Землепользование и планирование должны учитывать такие факторы, как эрозия почв, устойчивость и возобновляемость. В XX веке для людей на грани нищеты ведение экологичных практик земледелия и сельского хозяйства было экономически невыгодным. В результате интенсивного земледелия в развивающихся странах темпы деградации почв были так высоки, что в современности местные фермеры уже вынуждены прибегать к экологически агрессивным практикам ради выживания.
Преобразование больших участков поверхности земли под сельское хозяйство имеет серьезные экологические и медицинские последствия: с ним связан рост числа зоонозов (таких, как COVID-19), поскольку разрушаются естественные барьеры между человеком и животными, снижается биоразнообразие и возникают большие группы генетически схожих животных.
Земля является конечным, ограниченным ресурсом. Хотя увеличение площади землепользования сильно влияет на биоразнообразие и приводит к обезлесению, его эффект многогранен и и не может быть объяснён только одним каким-нибудь фактором. Например, исследование эффектов завоза викингами овец на Фарерские острова показало, что с годами дробление земель на мелкие участки привело к эрозии и засолению почв даже в большей степени, чем непосредственно выпас животных.
По оценке Продовольственной и сельскохозяйственной организации ООН, в ближайшие десятилетия площадь пахотных земель будет снижаться из-за роста промышленной и городской застройки, будет продолжаться осушение болот и перевод лесов в сельскохозяйственные угодья, что приведёт к снижению биоразнообразия и усилит процесс эрозии почв.

#### Энергия
В современном сельском хозяйстве энергия необходима для множества процессов на производстве, при переработке, хранении и транспортировке продуктов питания, поэтому их стоимость напрямую зависит от стоимости энергии. Международное энергетическое агентство прогнозирует рост цен на невозобновляемые энергоресурсы в результате истощения запасов ископаемого топлива. Это может привести к снижению глобальной продовольственной безопасности, если производство продовольствия не будет переведено на «энергосберегающие» сельскохозяйственные системы, включающие возобновляемые источники энергии. В качестве успешного примера приводят опыт Пакистана, где ирригация сельскохозяйственных полей ведётся с помощью установок на солнечных батареях.
Снизить затраты энергии на транспортировку можно отдавая предпочтение местным продуктам.

#### Вода
В некоторых районах естественных осадков достаточно для выращивания сельскохозяйственных культур, но для большинства угодий требуется ирригация. Чтобы ирригационные системы были устойчивыми и не приводили к засолению почв, они требуют правильного управления и не должны забирать воды из своего источника больше, чем восполняется естественным путем. В противном случае источник воды фактически превращается в невозобновляемый ресурс. Современные усовершенствованные технологии бурения водяных скважин, новые погружные насосы, капельное орошение и низконапорные поворотные устройства позволяют регулярно получать высокие урожаи в тех районах, где раньше урожаи гибли из-за нестабильных осадков. Ценой этого прогресса становится истощение водоносных горизонтов.
Институт Устойчивого сельского хозяйства Калифорнийского университета в Дейвисе считает необходимым развивать фермерские хозяйства так, чтобы они были устойчивы к засухам даже в «нормальные» годы со средним уровнем осадков. Для этого требуются:
- рациональное водопользование;
- селекция устойчивых к засухе культур;
- использование систем полива с уменьшенным объемом воды;
- управление посевами для снижения потерь воды;
- в некоторых случаях — отказ от посева сельскохозяйственных культур[60].

Показатели устойчивого развития водных ресурсов включают среднегодовой сток рек за счет осадков, сток из-за пределов страны, процент воды, поступающей из-за пределов страны, и валовой объём забора воды.

## Социальные факторы

### Экономическое развитие сельских территорий

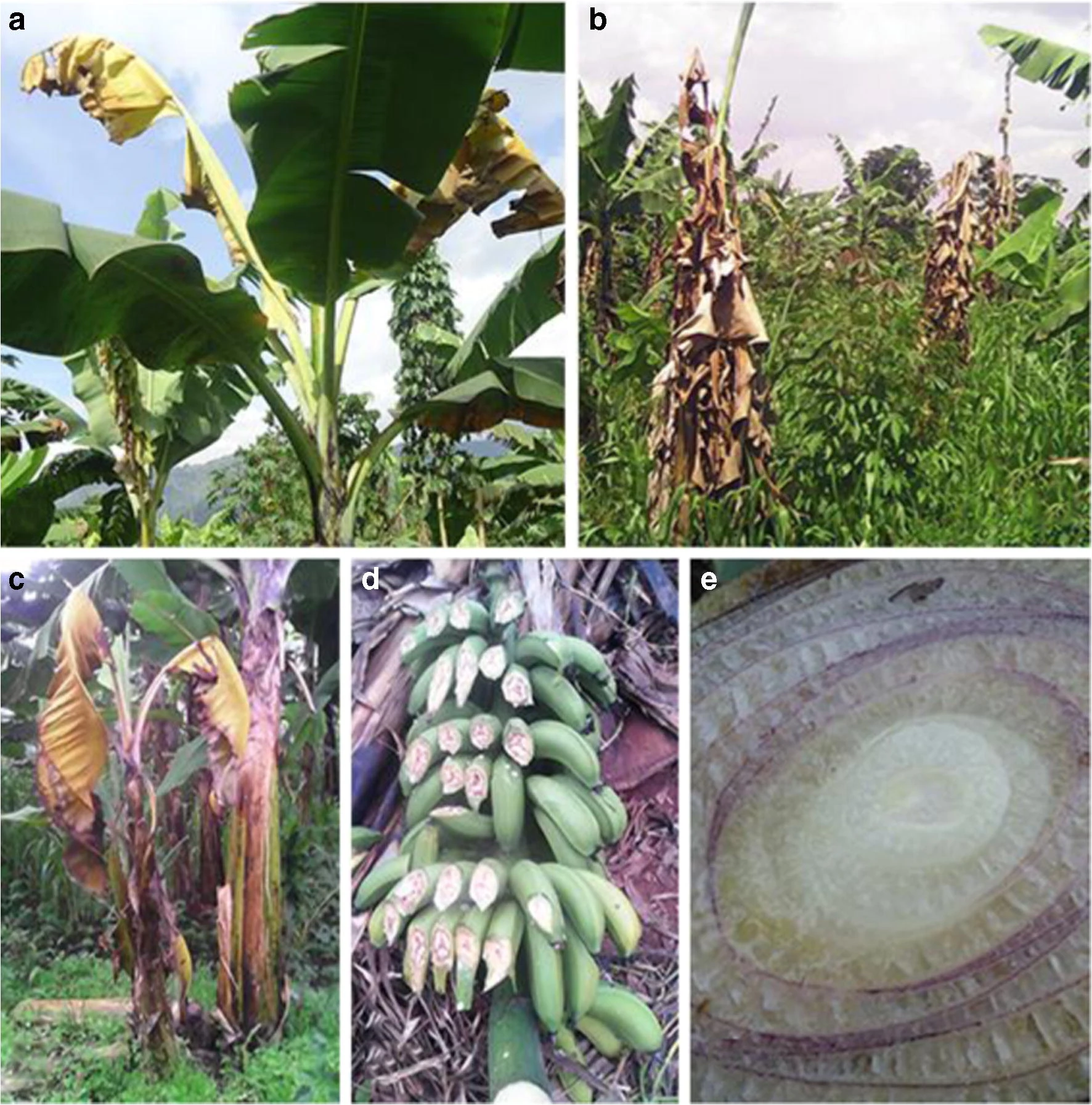
Бананы, поражённые Banana Xanthomonas Wilt

Устойчивое сельское хозяйство пытается найти комплексное решение для сразу нескольких проблем: как остановить деградацию естественной среды и при этом увеличить урожайность, а с ней — и объёмы производимого продовольствия. В современном дискурсе доминируют две противоположные идеи о том, как стимулировать развитие сельской экономики и небольших фермерских хозяйств. Согласно одной, стоимость производства продуктов и их цену должен определять свободный рынок, по другой — доступ к еде нужно признать одним из неотъемлемых прав человека. Обе концепции не лишены недостатков. Устойчивый экономический рост в сельскохозяйственных регионах мог бы решить проблему бедности сельского населения, для этого необходимо оказывать адресную поддержку беднейшим фермерским хозяйствам.
В докладе ООН «Органическое сельское хозяйство и продовольственная безопасность в Африке» от 2007 года утверждается, что устойчивое сельское хозяйство может помочь достичь глобальной продовольственной безопасности без увеличения площади обрабатываемых земель, одновременно снижая общий уровень воздействия на природу. Однако, нужды и потребности людей также являются одним из важнейших факторов, которые необходимо учитывать, и устойчивое сельское хозяйство должно гарантировать продовольственную безопасность собственных работников. Социологи утверждают, что «человек под гнётом эксплуатации передаёт земле свои страдания».
Есть много способов увеличить прибыль фермеров, улучшить жизнь сообществ и последовательно вести политику устойчивого развития. Например, в Уганде были запрещены ГМО, однако когда бактериальное заболевание Banana Xanthomonas wilt поразило местные плантации и грозило гибелью до 90 % урожая, правительство обратилось к ГМО как к потенциальному решению. Был выпущен Национальный законопроект о биотехнологиях и биобезопасности, позволивший учёным Национальной программы исследования бананов экспериментировать с геномом растения. Этот шаг потенциально может помочь небольшим местным сообществам, где большая часть людей растит для собственного пропитания, а при стабильном урожае они смогут получать прибыль.
Одним из решений для увеличения урожайности в регионах, где нет подходящих условий для выращивания сельхозкультур, являются теплицы. С их помощью в Непале даже в условиях высокогорья удаётся получать стабильные урожаи. Выращивание растений в теплицах помогает также снизить расход воды.
Опреснение воды помогает справиться с её дефицитом в нуждающихся регионах и могло бы помочь получать урожаи, не ставя под угрозу естественные источники. У опреснения, однако, есть свои слабые стороны — оно требует значительных денежных и ресурсных затрат. В некоторых регионах Китая рассматривалась возможность крупномасштабного опреснения воды, однако из-за высокой стоимости это было признано нецелесообразным.

### Гендерный баланс
Устойчивое сельское хозяйство в значительной степени опирается на женский труд. За период с 1978 по 2007 год в США число женщин-фермеров выросло втрое. К 2007 году 14 % всех ферм в США, практикующих экологичный и устойчивый подход, управлялось женщинами. Одним из факторов повышения их доли именно в этом сегменте является то, что в традиционном сельском хозяйстве доминируют мужчины.

### Городское фермерство
Во время Первой мировой войны в США широкое распространение получила практика выращивания продуктов в городской среде — во дворах домов и школ как семьями, так и различными коллективами. К городскому фермерству прибегали и в годы Великой рецессии, и во Вторую мировую войну. В некоторые периоды до 40 % всех овощей в США выращивалось гражданами самими для себя. В XXI веке эта практика вновь стала популярной во время пандемии COVID-19. Городское фермерство и выращивание продуктов для своей семьи являются относительно устойчивыми и помогают нуждающимся слоям населения.

## Экономические факторы
Влияние сельского хозяйства на экологию в современной экономической науке понимается как экстерналия, непосредственному учёту подвергаются только прямые затраты фермеров на производства.
Однако существуют исследования, в которых в экономический анализ включаются и такие факторы, как экосистемные услуги, биоразнообразие, деградация земель и устойчивое землепользование. К ним относятся инициативы Экономика экосистем и биоразнообразия и Экономика деградации земель, цель которых — провести экономический анализ затрат и выгод от практики устойчивого землепользования и устойчивого сельского хозяйства.
Концепция тройного критерия выделяет три главных столпа устойчивого развития — планета, люди и прибыль. Решение проблем человечества возможно при замедлении роста общего населения Земли, снижении потребления, радикальном повышении эффективности использования материалов и энергии.

## Вызовы и дискуссии

### Препятствия
Переход общества к ведению устойчивого сельского хозяйства сталкивается с многочисленными препятствиями. Понять, как их преодолеть, можно рассматривая три стороны вопроса: социальную, экологическую и экономическую. Социальная касается условий, в которых рождаются, растут и развиваются сообщества. Социальный фактор лежит в основе ухода от доминирующих в современном мире практик интенсивного сельского хозяйства и переходу на экологически безопасные методы, которые помогут сделать лучше и жизни людей, и состояние природы. Экологическая сторона касается глобального изменения климата и фокусируется на таких методах ведения сельского хозяйства, которые помогут нам сохранить планету для будущих поколений. Экономическая сторона вопроса — как достичь целей устойчивого развития, при этом не навредив благосостоянию фермеров и работников, а также поддерживая стабильность и экономический рост.
Чтобы преодолеть социальные барьеры на пути к ведению устойчивого сельского хозяйства необходимы значительные культурные сдвиги в обществе, а также пересмотр соответствующего законодательства. Этот переход потребует от потребителей и фермеров значительного изменения в поведении: например, для фермеров, привыкших конкурировать друг с другом, потребуется начать сотрудничать, другим необходимо будет отказаться от привычных, неэкологичных методов работы. Предполагается, что помочь этим социальным переменам можно через общественную политику, рекламу, и законы, которые делают устойчивое сельское хозяйство обязательным или предпочтительным.
С точки зрения экологии также существуют препятствия на пути перехода к устойчивому сельскому хозяйству. Например, вопрос применения пестицидов и их влияния на глобальный климат: с одной стороны, они помогают бороться с вредителями и вносят значительный вклад в удержание стоимости продовольствия на низком уровне. Однако для снижения ущерба окружающей среде фермерам потребуется перейти на более экологичные виды пестицидов, которые не так вредны и для людей, и для природы, однако стоят дороже и таким образом повысят стоимость конечной продукции. Глобальное изменение климата также является серьёзным препятствием на пути перехода к устойчивому сельскому хозяйству, и на него фермеры повлиять практически не могут. Неблагоприятные погодные условия, особенности ландшафта и топографии, качество почв — все эти факторы могут приводить к снижению урожая и останавливать фермеров от внедрения экологичных практик. Кроме того, эффект от последних зачастую является отложенным и не очевиден сразу. Значительные изменения, такие как снижение солёности почвы, улучшение её структуры и уровня содержания микроорганизмов, требуют времени. Напротив, современные конвенциональные практики позволяют избавиться от вредителей или сорняков очень быстро, зато их негативный эффект долгосрочен и проявляется не сразу. Помимо прочих, он приводит к потере биоразнообразия, сокращению водных ресурсов, разрушает естественные экосистемы, и т. д.
Экономические препятствия для внедрения устойчивых методов ведения сельского хозяйства включают низкую финансовую отдачу/рентабельность, отсутствие финансовых стимулов и низкие капитальные вложения. Финансовые стимулы и обстоятельства играют большую роль в том, будет ли внедряться устойчивая практика. Человеческий и материальный капитал, необходимый для перехода на устойчивые методы ведения сельского хозяйства, требует затрат на обучение работников и инвестиций в новые технологии и продукты. Фермеры, работающие по конвенциональным неэкологичным методам, могут получать урожай в промышленных объёмах и тем самым максимизировать свою рентабельность. В устойчивом сельском хозяйстве, которое поощряет низкие производственные мощности, это сделать сложно.
Некоторые учёные предсказывают в будущем переход к экономике устойчивого состояния, которая будет значительно отличаться от современной: её будет характеризовать низкое энергопотребление, минимальный экологический след, снижение числа товаров повседневного спроса, короткие цепочки поставки питания, уменьшение потребления и производства полуфабрикатов.

### Дебаты вокруг термина
В научном мире идёт дискуссия о том, что можно назвать устойчивым сельским хозяйством. Существуют два подхода — экоцентричный и техноцентричный. Экоцентричный подход предполагает низкий темп развития человечества и ориентирован на использование органических и биодинамических методов ведения сельского хозяйства; он видит целью изменение структуры потребления, распределения и использования ресурсов. Сторонники техноцентричного подхода полагают, что устойчивость окружающей среды может быть достигнута иными путями: например, что государства должны модицифировать агроиндустрию и стримулировать переход к экологичным практикам, а также что биотехнологии являются решением проблемы мирового голода.
Сама идея устойчивого сельского хозяйства также может пониматься по-разному. Сторонники многофункциональности считают, что фермы и агропромышленные предприятия должны заниматься также вопросами управления ресурсами, сохранение ландшафтов и биоразнообразия. Приверженцы идеи экосистемных услуг полагают, что необходимые для выращивания продуктов питания почвообразование, опыление, круговорот нутриентов — это услуги, которые экосистемы оказывают обществу в целом и каждому конкретному человеку.
Также считается, что устойчивое сельское хозяйство лучше всего рассматривать как экосистемный подход к сельскому хозяйству — агроэкологию.
Большинство специалистов в области сельского хозяйства согласны с тем, что существует «моральное обязательство стремиться к устойчивому развитию». Основные споры ведутся вокруг того, какая именно система обеспечит путь к достижению этой цели, поскольку широкомасштабное применение неустойчивых методов растениеводства и скотоводства неминуемо окажет колоссальное негативное влияние на природу и человечество.

## Методы

### Растения
Севооборот является одной из ключевых методико устойчивого сельского хозяйства. Одним из его вариантов является выращивание на одном поле нескольких многолетних культур с разной сезонностью. Подобная комбинация позволяет им не конкурировать за нутриенты и сохранить их нормальный баланс в почве, приводит к повышению устойчивости к болезням, а также снижает степень эрозии почв. Например, удачным является сезонный севооборот с выращиванием бобовых — в сезон роста бобовых происходит диазотрофия почвы, а после их сбора на обогащённой почве дают хороший урожай нуждающиеся в нитратах культуры. Таким образом на одном поле за несколько сезонов в рамках одного года можно получить хороший урожай двух культур и сохранить почвенный состав. Севооборот с участием бобовых также является экологичным способом борьбы с сорняками и позволяет избежать появления видов, устойчивых к гербицидам.
Избежать механической обработки почвы можно перейдя на выращивание многолетних культур. В настоящее время ведётся разработка программ замены однолетней пшеницы гибридами со злаковым пыреем средним. Переход на многолетники позволил бы защитить почву от эрозии, улучшить её нутриентный состав и повысить качество воды.

### Интенсификация

Схема ротационного (загонного) выпаса скота

Интенсивное сельское хозяйство может быть устойчивым: добиться повышения производительности можно не увеличивая площади используемых земель и без экологических издержек. По прогнозам ООН, к 2018 году 163 млн хозяйств (29 % от общемирового количества) в 100 странах будет применять методы устойчивой интенсификации, а площадь обрабатываемых по этим технологиям сельскохозяйственных угодий составит 453 млн га. Проблемы роста населения Земли и угроза продовольственной безопасности ставят перед агроиндустрией задачу продолжать повышать объёмы производимой продукции без вреда для почв и экосистем. Насколько полноценной заменой конвенциональным практикам могут быть экосистемные услуги, ещё предстоит выяснить. Однако уже в 2016 году были представлены результаты четырёхлетнего эксперимента, проведённого в Таиланде, Китае и Вьетнаме, где удалось снизить применение пестицидов на рисовых полях на 70 % путём высадки рядом с ними нектароносных растений, при этом общая урожайность выросла на 5 %, а экономическая выгода составила 7,5 %.
Ещё одним многообещающим решением являются вертикальные фермы — они позволяют получать урожай круглый год, изолировать растения от вредителей и возбудителей заболеваний, контролировать ресурсооборот и снизить транспортные расходы.
Существуют также практики устойчивого скотоводства: разделение пастбищ на более мелкие участки и их чередование, снижение плотности поголовья животных и т. д.

### Водопользование
Более эффективно и рационально использовать воду можно снижая потребности полей в орошении и уменьшая испарение, используя засухоустойчивые культуры и изучая циклы дыхания растений.
Генетическая модификация растений с целью повысить их устойчивость к засухе в настоящее время изучается очень широко, но сколько-нибудь заметных результатов пока удалось достичь только с рисом.

### Почвы и нутриенты
Снизить испарение почвенной влаги и предотвратить эрозию можно при посеве в невспаханную землю, а также оставляя часть растений после сбора урожая для перегнивания. Эти растительные остатки закрывают землю, снижая температуру её поверхности, предотвращают испарение и помогают ей противостоять ветровой эрозии.
Чтобы повысить биодоступность фосфора в почвы вносят фосфат-солюбилизирующие бактерии (PSM) — они стимулируют процессы выработки органических кислот и ионного обмена. Эксперименты показывают, что PSM увеличивают рост и урожайность сельскохозяйственных культур.
Также поглощение фосфора растениями из почвы идёт более эффективно при наличии микрозов-симбиотов. Грибы способны выделять органические кислоты, которые высвобождают фосфор, зафиксированный алюминием, кальцием и железом, и облегчать их усвоение корнями.

### Вредители и сорняки

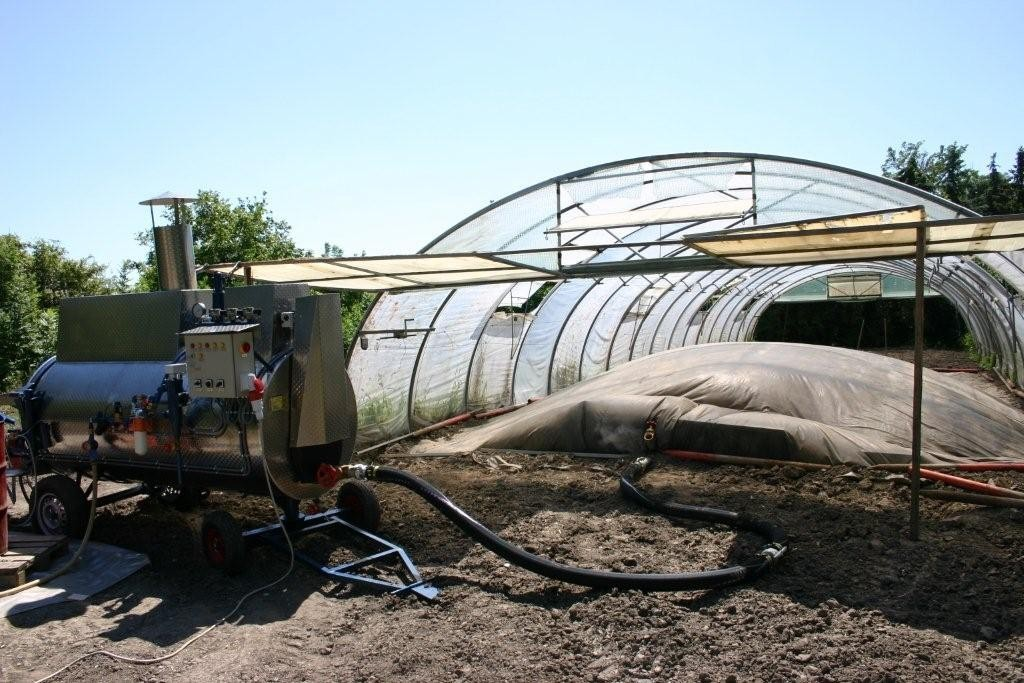
Дезинфекция почвы паром, 2008

Вместо обработки химикатами, стерилизовать почву перед посевом можно путём отпаривания. Обработка паром позволяет убить паразитов и патогены, не навредив самой почве.
Некоторые виды растений (например, горчица и редис) выступают натуральными биофунгицидами: если их измельчить, внести в грунт и накрыть плёнкой на срок до 4 недель, они выделяют в почву глюкозинолаты, те под действием химических реакций превращаются в изотиоцианаты и подавляют рост патогенныех микроорганизмов и сорняков. Растения семейства капустных выделяют в почву метилизоцианаты, убивающие вредителей.

## Виды и практики

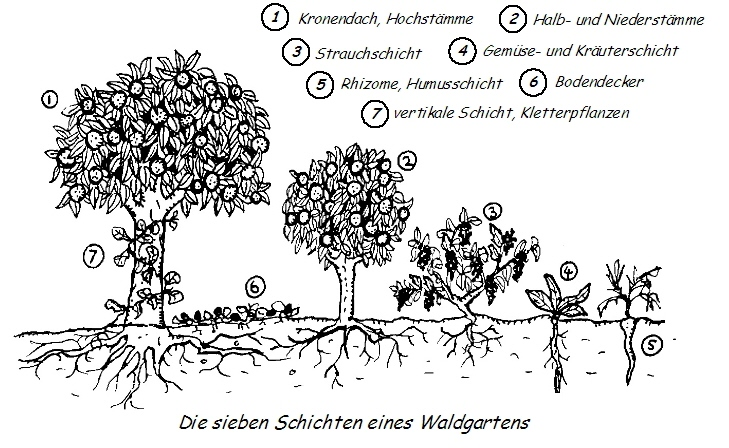
Схема сада, разбитого по принципу пермакультуры

Ведение органического сельского хозяйства подразумевает стремление к устойчивости, повышение плодородия почв и биоразнообразия, с запретом (за редким исключением) на использование синтетических пестицидов и удобрений, антибиотиков, ГМО и гормонов роста.
Экологическое земледелие — это концепция, ориентированная на экологические аспекты устойчивого сельского хозяйства. Оно включает все методы, в том числе органические, которые обеспечивают восстановление экосистемных услуг: предотвращение эрозии почвы, фильтрация воды и сохранение её запасов, связывание углерода в виде гумуса, увеличение биоразнообразия.
Регенеративное сельское хозяйство направлено на сохранение биоразнообразия и восстановление экосистем, его основные цели — оздоровление почвенного покрова, реставрация биоразнообразия, увеличение устойчивости к негативным последствиям глобального изменения климата, и т. д.
Пермакультура является одним из широко распространённых направлений органического земледелия и предполагает создание самофункционирующей замкнутой системы производства сельхозпродукции, в которой применяются как традиционные методы, так и современные наука и техника. Пермакультура имеет множество направлений: экологическое проектирование, экологический инжиниринг, регенеративный дизайн, экодизайн и устойчивую архитектуру, смоделированные на основе природных экосистем.
Поликультура — одновременное выращивание сразу множества культур на одном участке — имеет ограниченную доказательную базу эффективности. Мета-анализ ряда исследований показал, что на полях с уплотнёнными посевами разнообразие насекомых-вредителей было выше, а урожайности — сравнима с обычной. Однако этот метод очень эффективен при включении многолетников — например, для риса, пшеницы, сорго, ячменя и подсолнечника объединение в поликультуру с покровной зернобобовой культурой (например, люцерной) снизит потребность в удобрениях и пестицидах благодаря азотфиксации.
Альтернативными и вспомогательными методами являются партизанское садоводство, городское фермерство, устройство садов на крышах, а также гидропоника — она позволяет получать урожаи без негативного эффекта почвам, но дорогостояща и поэтому на данный момент не может стать полноценной заменой конвенциональным практикам.

## Стандарты
В настоящее время разработаны и применяются около 500 стандартов соответствия принципам устойчивого производства: Rainforest Alliance, Fair trade, UTZ, GLOBALG.A.P, и другие. Они являются добровольными, то есть установлены частными компаниями и неправительственными организациями, и регламентируют правила, которым должны следовать все участники производственно-торговой цепи. Согласно существующим исследованиям, наличие и использование этих стандартов позволяет снизить эвтрофикацию вод, выбросы парниковых газов и уменьшить ущерб экосистемам.

## Распределение по странам
На конференции ООН по изменению климата в 2021 году 45 стран обязались выделить более 4 млрд долларов на переход к устойчивому сельскому хозяйству. Однако озвученные меры — восстановление лесов и развитие новых технологий — вызвали неоднозначную реакцию. Например, международное движение Slow Food заявило, что вместо этого надо сосредоточить усилия на развитии устойчивой агроэкологии, а продукты питания следует воспринимать не как «товар повседневного спроса», а как интегральную часть устойчивых экосистем в их естественных границах.

### США
«Новый курс Рузвельта» уже в начале 1930 внедрял политики и программы устойчивого сельского хозяйства. Принятый в 1933 году Закон о регулировании сельского хозяйства предусматривал выплаты фермерам, чтобы они не были вынуждены конкурировать в условиях свободного рынка и бороться за снижение стоимости своей продукции, а могли сосредоточиться на качестве. Также фермеры стали получать дотации, если оставляли некоторые из полей невспаханными или незасеянными, позволяя почве восстановиться. Однако принятые в 1965 и 1973 годах поправки в законодательстве отменили финансовую помощь фермерам и ценовую поддержку, заменив её программами кредитования. С 1985 года правительство США вело политику стимулирования фермерских хозяйств к росту и расширению, а не устойчивости и экологичности. К 2002 году число фермерских хозяйств в США сильно уменьшилось, а размер оставшихся значительно вырос.
В настоящее время Федеральная служба охраны природных ресурсов (USDA) предоставляет техническую и финансовую помощь фермерам, заинтересованным в сохранении окружающей среды. Такие программы, как Sustainable Agriculture Research and Education и Sustainable Agriculture Innovation Network направлены на исследования в области устойчивых методов ведения сельского хозяйства. Министерство сельского хозяйства присваивает статус «органической» только продукции тех ферм, которые проходят ежегодную сертификацию на соответствие соответствующим стандартам на всех этапах производства, от обработки почвы до транспортировки.

### Евросоюз
11 декабря 2019 года Еврокомиссия приняла Зелёный пакт — план, по которому страны Евросоюза должны к 2050 году достичь нулевого нетто-выброса парниковых газов и нулевого суммарного загрязнения окружающей среды. В мае 2020 года была запущена программа Farm to Fork, которая установила следующие цели, которые должны быть достигнуты к 2030 году:
- сделать 25 % сельского хозяйства ЕС экологически чистым;
- на 50 % снизить объём применения пестицидов;
- на 20 % уменьшить использование удобрений;
- на 50 % снизить применение антибиотиков в животноводстве и растениеводстве;
- разработать систему маркировки экологически чистых продуктов;
- вдвое снизить объёмы пищевых отходов
- выделить на исследования в области устойчивого сельского хозяйства 10 млрд евро[122].

### Китай
В 2016 году правительство Китая утвердило план снизить употребление в пищу мяса на 50 %. В 2019 году был запущен проект Program 973, которая финансировала проект развития в сельских районах страны современных научно-технических центров Science and Technology Backyard (STB). STB помогают небольшим фермерским хозяйствам внедрять инновационные методы работы, сочетая их с традиционными и устойчивыми. Программа 973 была признана успешной — благодаря ей удалось повысить урожайность без нанесения ущерба окружающей среде.